# 영산항
영산항은 전라남도 신안군 흑산면 영산리, 영산도 섬에 있는 어항이다. 1973년 12월 19일 지방어항으로 지정하여 관리하고 있다. 시설관리자는 신안군수이다.

## 어항 주변
- 본도인 흑산도에서 약 10km 떨어진 섬으로 영산항이라 칭했다.
- 본도인 흑산도에 속리산의 말티고개 보다 더 굴곡이 심한 S자형 고갯길을 감돌아 올라서 ‘흑산도아가씨 노래비‘가 있는 상라봉을 넘으면 아슬아슬한 급경사면을 따라 이어진 해안도로 주변으로 흑산도의 숨겨진 절경이 펼쳐진다.
- 촛대바위는 기묘한 형상으로 유명한데 바위사이에 솟은 바위가 마치 촛대 같다고 해서 물려진 이름이다. 밀려온 파도가 촛대바위에 부딪히는 모습이 장관을 이루는 것으로 유명하다.
- 바다 수면에 바윗돌로 만들어진 대문인데 해초선이 드나들며 낚시대를 드리우고 석주에 앉아있는 강태공의 모습은 자연과 잘 어울리는 너무 좋은 풍경이다. 모양새가 코끼리와 같다고 하여 코끼리 바위라고도 불리며 구멍바위라고도 한다.

## 어항 구역
- 수역: 방파제 시점에서 반경 500M 떨어진 반경의 원내 수역

## 어항 시설
- 방파제 L=50m, 호안시설 L=50m, 방파제 L=14m

## 주요 어종
- 홍어, 멸치, 전복, 돔